# Еспініяр
Еспініяр (ісп. espinillar) — алкогольний напій, уругвайський варіант рому. Його отримують дистиляцією сиропу з цукрової тростини та витримують у дубових бочках щонайменше три роки.
Він був створений у 1958 році й випускався до 2018 року, коли єдина компанія, що його виготовляла, державна Compañía Ancap de Bebidas y Alcoholes S.A., закрилася.
Він поставлявся у двох варіантах — класичному (ісп. clásico) та витриманому в дубових бочках десять років (ісп. extra añejo). Цей напій можна вживати окремо, або в коктейлях.